# (144898) 2004 VD17
(144898) 2004 VD17 – mała planetoida z grupy Apollo, przelatująca nie tylko blisko Ziemi, ale również Marsa i Wenus.

## Odkrycie
Obiekt (144898) 2004 VD17 został odkryty 7 listopada 2004 roku przez obserwatorium programu LINEAR. Nazwa tej asteroidy jest oznaczeniem prowizorycznym.

## Orbita
Orbita planetoidy (144898) 2004 VD17 jest nachylona pod kątem 4,22˚ do ekliptyki, a jej mimośród wynosi 0,589. Ciało to krąży w średniej odległości 1,51 j.a. wokół Słońca. Peryhelium orbity znajduje się 0,62 j.a., a aphelium 2,4 j.a. od Słońca. Na jeden obieg Słońca asteroida ta potrzebuje rok i 311 dni.

## Właściwości fizyczne
Jest to małe ciało, którego wielkość szacuje się na 0,5-1,2 km, ma najprawdopodobniej nieregularny kształt. Masa asteroidy szacowana jest na 0,13-1,8 × 1012 kg, jej średnia gęstość natomiast na ok. 2 g/cm3. Absolutna wielkość gwiazdowa (144898) 2004 VD17 wynosi 18,8m.

## Możliwość zderzenia z Ziemią
W ciągu stu lat od chwili odkrycia planetoida ta przeleci kilkukrotnie w pobliżu Ziemi – w 2032, 2041, 2067 i 2102 roku. Początkowo sądzono, że istnieje niezerowe prawdopodobieństwo jej zderzenia z Ziemią podczas przynajmniej jednego z tych spotkań – na początku maja 2102 roku. Od 22 listopada 2004 obiekt znajdował się na pierwszym miejscu wśród zagrożeń definiowanych według 10-stopniowej skali Torino, otrzymując 1 punkt. W marcu 2006 roku osiągnął 2. stopień w skali Torino. W skali Palermo zagrożenie oceniano na powyżej -0,30. Gdyby katastrofa taka rzeczywiście nastąpiła, siła wybuchu wyniosłaby około 15 000 megaton, a zniszczenia osiągnęłyby skalę kontynentu. Późniejsze obserwacje zredukowały zagrożenie w skali Torino do 0, a w skali Palermo poniżej -3. 14 lutego 2008 planetoidę usunięto z tabeli Sentry Risk Table, zawierającej oszacowania zagrożenia w skali Torino i Palermo, a której opracowaniem zajmuje się NASA w ramach programu Near Earth Object Program. (144898) 2004 VD17 nadal jednak znajduje się na liście planetoid potencjalnie niebezpiecznych.